# Parabrosoma
Parabrosoma is een geslacht van Phasmatodea uit de familie Aschiphasmatidae. De wetenschappelijke naam van dit geslacht is voor het eerst geldig gepubliceerd in 1910 door Giglio-Tos.

## Soorten
Het geslacht Parabrosoma is monotypisch en omvat slechts de volgende soort:
- Parabrosoma bispinosum (Dohrn, 1910)